# Сулимов, Алексей Изильевич
Алексей Изильевич Сулимов (25 мая 1955, Ленинград, РСФСР, СССР — 22 января 2022, Санкт-Петербург, Российская Федерация) — советский и российский гидрограф, исследователь озера Байкал, первооткрыватель (совместно с Л. Г. Колотило) наибольшей глубины озера Байкал — 1642 метра (наибольшая глубина озёр в мире). Капитан 3-го ранга (1989). Член Гидрографического общества. Судья первой Республиканской категории по боксу, судья Международной и Всероссийской категории по кикбоксингу, кандидат в мастера спорта СССР по боксу.

## Биография
Родился в Ленинграде, на Васильевском острове.
Дед Алексея — генерал-майор авиации Михаил Иванович Сулимов (1907—1969), был заместителем командующего 13-й Воздушной армии, защищавшей осаждённый город Ленинград.
Отец — Изиль Михайлович Сулимов, житель блокадного Ленинграда, ушёл на фронт в 1942 году в возрасте 16-ти лет. Будучи авиационным борт стрелком получил серьезное ранение во время боевого вылета (лишился нескольких пальцев на правой руке). Награждён тремя медалями.
Мать — Мария Ивановна Сулимова (Фомичёва), житель блокадного Ленинграда служила во время войны во вспомогательных частях и после войны окончила гидрографический факультет Арктического училища. По её примеру ещё в школе Алексей и решил стать офицером, военным гидрографом.
В 1969 году поступил в Ленинградское Нахимовское военно-морское училище. После окончания Нахимовского училища в 1972 году поступил на Гидрографический факультет ВВМУ им. М. В. Фрунзе.
В 1977 году он был направлен для прохождения службы на Тихоокеанский флот, в 1-ю Тихоокеанскую океанографическую экспедицию (ТОЭ) (город Находка). Прослужил в 1-й ТОЭ 21 год, пройдя все должностные ступени от помощника командира партии до командира Гидрографического отряда.
В период службы принимал участие в гидрографических работах на реке Амур, на озере Байкал, в Тихом океане в районе Курильских островов, у побережий Вьетнама и Камчатского полуострова. В должности командира Гидрографического отряда в 1996—1998 годах руководил гидрографическими работами по демаркации государственной границы с Китайской Народной Республикой на реке Амур.

## Исследования Байкала
Участник гидрографической экспедиции ГУНиО МО СССР на озеро Байкал под руководством В. В. Туровцева в течение трёх сезонов: 1981, 1982, 1983 годов. Был командиром промерного малого гидрографического катера МГК-878 (в 1981 году), МГК-971 (в 1982 году) и командиром гидрографической партии глубоководного промера на большом гидрографическом катере БГК-928 (в 1983 году). В 1981—1982 годах был внештатным командиром сводной роты рядового личного состава байкальской экспедиции.
В 1983 году открыл (совместно с Л. Г. Колотило) наибольшую глубину озера Байкал — 1642 метра (наибольшая глубина озёр в мире). Эта глубина нанесена на карты в 1992 году.

## Спорт
С юных лет он увлекался именно боевыми искусствами и единоборствами. С 14 лет занимался боксом. Кандидат в мастера спорта СССР по боксу. Учась на гидрографическом факультете ВВМУ им. М. В. Фрунзе стал чемпионом Ленинградской военно-морской базы по боксу (1976).
Во время службы на Дальнем Востоке стал чемпионом Находки по карате (1981) и серебряным призером Приморского края по карате (1982).
Кроме единоборств в детстве серьёзно увлекался лыжным спортом и футболом. Входил в детско-юношескую команду спортклуба «Зенит», но после поступления в Нахимовское училище вынужден был расстаться с серьёзными занятиями футболом.
После окончания спортивной карьеры посвятил себя судейству: судья первой Республиканской категории по боксу, судья Международной и Всероссийской категории по кикбоксингу. Стоял у истоков Федерации кикбоксинга Санкт-Петербурга. Работал рефери на крупнейших турнирах и чемпионатах, активно судействовал на российских и городских соревнований по кикбоксингу, являясь одним из двух в Петербурге судей международной категории.

## После воинской службы
С 1999 года после выхода в отставку проживал в Санкт-Петербурге. Руководил подразделениями морских инженерных изысканий ОАО «Газпром», «Гипроспецгаз», «Ленморниипроект» и «Севморгео».
Умер от лёгочной недостаточности при Covid-19. Похоронен на Смоленском православном кладбище на Васильевском острове в Санкт-Петербурге.

## Семья
Жена — Татьяна Виленовна Сулимова, врач-педиатр.
Дочь — Мария Алексеевна, кандидат технических наук
Внучка — Мая (2023 г.р.)
Дочь — Анна Алексеевна, бухгалтер
Внук — Константин Сулимов, студент Горного университета, кандидат в мастера спорта РФ по кикбоксингу, чемпион ВУЗов (2021) и чемпион России (2023).

## Память
- Колотило Л. Г. Военные моряки Байкала: проблемы исторической реконструкции деятельности военных моряков российского флота по физико-географическому изучению и освоению озера Байкал в XVIII—XX вв. — СПб.: „Наука“, 2004. — 560 с. ISBN 5-02-025048-1 См. стр. 258. „Алексей Изильевич Сулимов“ (Биографическая справка).[19]
- Кокосов В. Н. Его помнит Байкал. Страница во ВКонтакте
- Кокосов В. Н. Он открыл самую большую глубину Байкала // Сайт «Календарь примечательных событий»
- Колотило Л. Г. Островитянин. Памяти капитана 3 ранга Алексея Изильевича Сулимова (1955−2022) // Журнал «На русских просторах», 2024, № 3
- Колотило Л. Г. Островитянин. Памяти капитана 3 ранга, судьи Международной категории по кикбоксингу Алексея Изильевича Сулимова (1955−2022) // Сайт журнала "Адреса Петербурга
- Корнеев О. Ю. Памяти дальневосточника // Сайт Гидрографического общества. Информационное письмо № 153, Санкт-Петербург, 5 мая 2025 г.
- Наши юбиляры. Сулимов Алексей Изильевич — 25 мая 2015 года — 60 лет // Сайт Гидрографического общества. Информационное письмо № 98, Санкт-Петербург, 21 февраля 2015 г.